# Madame Thenard
Madame Thenard, pseudonimo di Madeleine-Claudine Chevalier-Perrin (Voiron, 1757 – Parigi, 1849), è stata un'attrice teatrale e cantante francese.
Era soprannominata «la grande» e fu la capostipite di una dinastia di attori e cantanti.

## Biografia
Cantava nell'opéra-comique e a Marsiglia fu notata da Préville. Nel 1777 esordì alla Comédie-Française, grazie a Préville, in L'orfano della Cina (L'Orphelin de la Chine) di Voltaire, nel ruolo di Idamé. Continuò a recitare in provincia, finché non venne ingaggiata per doppiare Madame Vestris e Mademoiselle Saint-Val nei suoi primi ruoli drammatici e da amorosa. Era considerata bella e intelligente, ma meno talentuosa delle due attrici, della cui rivalità approfittò per ritagliarsi ruoli importanti in Manco Capac di Le Blanc, Cléopâtre di Marmontel e La morte di Abele (La Mort d'Abel) di Legouvé. Nel 1781 divenne sociétaire del teatro. Nel 1782 si sposò con il collega Grammont De Roselly, matrimonio che la rese infelice. Nel 1793, dopo la Rivoluzione, subì, insieme ad altri attori, l'esperienza della prigionia. Dopo termidoro, si esibì nei teatri Égalité, Feydeau e Louvois. Dopo la riunificazione, riprese i ruoli di Madame Suin, confidente e madre nobile, e di Mademoiselle Lachassaigne, la governante; si distinse quindi nei ruoli di nutrice e confidente e riscosse un certo successo nelle commedie di Andrieux, Picard e Planard. Nel 1813 partecipò a una tournée a Dresda. Nel 1819 si ritirò dalle scene. Intorno al 1832 divenne cieca. Era rispettata dalle giovani generazioni di attori, p.e. Elisabeth Félix detta Rachel, che confezionò per lei carte in rilievo per permetterle di giocare al lotto. Convisse diciassette anni con la sua disabilità, finché trapassò.
Sarebbero diventati attori anche i suoi figli Auguste-Pierre-Louis Chevalier-Perrin, detto Thenard l'Aîné; Marc-Antoine-Nourry-Grammont, detto Thenard le Jeune, e Louise Durand Thenard, nonché anche nipoti e pronipoti.